# Otfried Konitz
Otfried Konitz (* 12. Dezember 1935 in Primkenau, heute Polen; † 27. März 1977 in Dresden) war ein deutscher Geologe.

## Leben und Wirken
Otfried Konitz besuchte die Arbeiter- und Bauernfakultät der Friedrich-Schiller-Universität Jena und studierte, von 1954 bis 1959 an der Bergakademie Freiberg Geologie. Nach Abschluss des Studiums war er zunächst bei der SDAG Wismut und dann von 1960 bis 1970 als Grubengeologe im VEB Kombinat Kali (Kalibetrieb „Werra“) tätig, wo er sich intensiv mit der Bearbeitung der dortigen Lagerstätten beschäftigte. Bemusterungen, Kartierungen und wissenschaftliche Auswertungen zählten zu seinen Tätigkeiten. Im Juni 1970 kam Konitz nach Dresden zum dortigen Betriebsteil des VEB Geologische Forschung und Erkundung Halle (später Institut für mineralogische Rohstoff- und Lagerstättenwirtschaft Dresden), wo er sieben Jahre lang im Gebiet der angewandten geologischen Forschung und auf dem Gebiet der Steine- und Erden-Rohstoffe arbeitete. Er beschäftigte sich mit dem Nachweis neuer hochwertiger Glasvorkommen im Braunkohlendeckgebirge. Dabei löste er wichtige Impulse aus, wie die Nutzbarmachung der Profener Sande als hochwertige Sande. Konitz verstarb nach einem Krebsleiden. Sein Grab befindet sich auf dem Zentralfriedhof in Freiberg.

## Veröffentlichungen
- Otfried Konitz (1959). Sedimentpetrographische Untersuchungen der rezenten Schotter der Zwickauer Mulde oberhalb von Aue. Unveröffentlichte Diplomarbeit, erstellt unter Adolf Watznauer (Archiv des Geologischen Instituts der Universität Freiberg)
- Otfried Konitz & Rudolf Schäbitzer (1964). Neue Erkenntnisse über die Ausbildung des Kaliflözes Thüringens. Erfahrungen on den Grubenfeldern „Ernst Thälmann II/III“ und Menzengraben und deren bergmännische Berücksichtigung. Zeitschrift für angewandte Geologie 10(3): 129–133
- Otfried Konitz (1966). Zur Feinstratigraphie des Kalisalzflözes „Thüringen“. Berichte der deutschen Gesellschaft für geologische Wissenschaften, Reihe A, Geologie und Paläontologie 11(4): S. 475–787
- O. Konitz, S. Oettel, H. Jahne, P. Pielert (1968). Zur Feinstratigraphie und Genese des Kaliflözes „Thüringen“ im thüringischen Werrakaligebiet. Ber. Dt. Ges. Geol. Wiss., Reihe B, 13(5): 621–622
- Otfried Konitz, Siegfried Oettel, Heinz Jahne (1968). Zur Feinstratigraphie des Werra-Salinars im rhüringischen Werra-Kaligebiet unter besonderer Berücksichtigung des Kaliflözes „Thüringen“ und seiner Genese. Zeitschrift für angewandte Geologie 14(11): S. 578–587